# Китаб ат-Таухид
«Кита́б ат-Таухи́д» (араб. كتاب التوحيد‎ — «Книга единобожия») — религиозный трактат на арабском языке салафитского богослова Мухаммада ибн Абд аль-Ваххаба ат-Тамими, одна из наиболее известных его книг и основной текст ваххабитской доктрины.

## Содержание книги
Тема монотеизма (таухид) является центральной и самой важной в учении Мухаммад ибн Абд аль-Ваххаба. Вероятно, автор начал писать своё первое руководство под названием «Китаб ат-Таухид» в Басре (Ирак) и закончил уже в Хураймиле (совр. Саудовская Аравия). Шесть первых коротких глав книги посвящены таухиду и его противоположности — ширку (идолопоклонство). В остальных главах (всего их в книге 67) рассматриваются различные верования, действия или выражения, которые являются правильными, с точки зрения автора, или противоречат исламу. В начале каждой главы Мухаммад ибн Абд аль-Ваххаб цитирует строки из Корана или хадисов, а иногда использует оба вида цитат.
В «Китаб ат-Таухид» осуждается использование амулетов и чтения заговоров и заклинаний (рукйа); обсуждаются правильные и неправильные формы заклания животных и жертвоприношения (курбан); описываются дозволенные и запретные формы заступничества (шафаат); осуждается колдовство, магия и гадание, а также отрицаются плохие приметы (татайюр) и астрология (танджим); отмечается важность упования (таваккуль) на Аллаха, а также знания его имён и атрибутов и признания его верховной власти над всем сущим; осуждается показуха (рия) и погоня за славой (сум’а), а также создатели изображений, делающие подобия творений Аллаха.

## Комментарии к книге
Наиболее известные комментарии к «Китаб ат-Таухид» были написаны внуками автора: Сулейманом ибн Абдуллахом («Тайсир аль-Азиз аль-Хамид фи шарх Китаб ат-Таухид») и Абдуррахманом ибн Хасаном («Фатх аль-Маджид шарх Китаб ат-Таухид»).
Прочие комментарии:
- Саид ибн Абдул-Азиз аль-Джундуль, «ад-Дурр ан-надид аля Китаб ат-Таухид» (араб. الدر النضيد على كتاب التوحيد‎)
- Мухаммад ибн Салих аль-Усаймин, «аль-Кауль аль-муфид аля Китаб ат-Таухид» (араб. القول المفيد على كتاب التوحيد‎)
- Абдуррахман ибн Насир ас-Саади, «аль-Кауль ас-садид фи макасид ат-таухид» (араб. القول السديد في مقاصد التوحيد‎)
- Абдуллах ибн Джибрин[англ.], «ас-Сабк аль-фарид шарх Китаб ат-Таухид» (араб. السبك الفريد شرح كتاب التوحيد‎)

Абдуллах ибн Джаруллах переработал «Китаб ат-Таухид» и изложил затронутые в нём темы в виде вопросов и ответов в книге «аль-Джами аль-фарид ли-ль-асила ва-ль-аджвиба аля Китаб ат-Таухид» (араб. الجامع الفريد للاسئلة والاجوبة علي كتاب التوحيد‎). Фарих ибн Салих аль-Бахлал посвятил свой труд под названием «Тахридж ахадис мунтакида фи Китаб ат-Таухид» (англ. تخريج أحاديث منتقدة في كتاب التوحيد) выверке хадисов, использованных в «Китаб ат-Таухид».

## Запрет в России
На основании решения Савёловского районного суда Москвы от 2 апреля 2004 года, русский перевод книги «Китаб ат-Таухид» — «Книга Единобожия» — наряду с другими книгами издательского дома «Бадр» был включён в список экстремистской литературы.

## Издания
Список изданий книги:
- В 1927 году (1346 г. х.) издана Мухаммадом Муниром ад-Димашки в издательстве «аль-Мунирия» в Египте.
- Издана в Кувейте в издательстве «Мактабат ат-Турас».
- Издана в издательстве «Дар аль-Маариф» (Египет), под редакцией шейха Ахмада Мухаммада Шакира.
- Издана Абдуль-Хамидом Ахмадом Ханафи в 1957 году в Египте.
- Издана в издательстве «Дар Укказ» в 1990 году под редакцией шейха Мухаммада Афифи.
- Издана в издательстве «Дар ас-Салам» (Эр-Рияд, Саудовская Аравия) в 1992 году под редакцией шейха Абдуль-Кадира аль-Арнаута.
- Издана в издательстве «Дар аш-Шариф» в 1993 году (уточнённая и дополненная версия книги, изданной издательством «Дар аль-Маариф») под покровительством шейха Ибрахима аль-Хазими.
- Напечатана в издательстве «Сафир» и издана в издательстве «Дар Ибн Хузайма» (Эр-Рияд) в 1993 году (с огласовками).
- Издана в издательстве «Дар ас-Самайи» (Эр-Рияд) в 1995 году (70 страниц).
- Напечатана в издательстве «Сафир» и издана издательством «Дар ас-Сальсабиль» в 1996 году вместе с краткими комментариями шейха Мухаммада ибн Абдуль-Азиза аль-Муснида.
- Издана в сборнике «Таухид» издательства «аль-Мактаб аль-Ислами» в 1961 году.
- Издана в составе сборника в Мекке вместе с пояснением «Куррату уюн аль-муаххидин» (автор: Абдуррахман ибн Хасан Аль аш-Шейх).
- Издана Исламским университетом имама Мухаммада ибн Сауда в составе сборника «Сочинения шейха, имама Мухаммада ибн Абдуль-Ваххаба» (дата издания неизвестна).
- Издана в издательстве «Ансар ас-Сунна аль-Мухаммадия» (Египет) в 1954 году составе саудовского сборника религиозных и научных книг под редакцией шейха Мухаммада ибн Ибрахима Аль аш-Шейха.
- Издана в издательстве «аль-Мадани» (Египет) в составе сборника важных трактатов об основах религии и её ветвях.
- Издана в издательстве «ан-Нахда аль-Хадиса» (Мекка) в 1971 году в составе саудовского сборника научных книг богословов-салафов под редакцией шейха Абдуллаха ибн Мухаммада ибн Хумайида.
- Издана в сборнике салафитских трактатов, подготовленном шейхом Али ибн Абдуллахом ас-Сакаби. Дата первого издания: 1981 год (1402 г. х.).